# Пеньово
Пе́ньово (болг. Пеньово) — село в Кирджалійській області Болгарії. Входить до складу общини Кирджалі.

## Населення
За даними перепису населення 2011 року у селі проживали 177 осіб, з них 176 осіб (99,4%) — турки.
Розподіл населення за віком у 2011 році:
Динаміка населення: